# 1604
Portal Geschichte | Portal Biografien | Aktuelle Ereignisse | Jahreskalender | Tagesartikel

◄ |
16. Jahrhundert |
17. Jahrhundert
| 18. Jahrhundert | ►

◄ |
1570er |
1580er |
1590er |
1600er
| 1610er | 1620er | 1630er | ►

◄◄ |
◄ |
1600 |
1601 |
1602 |
1603 |
1604
| 1605 | 1606 | 1607 | 1608 | ► | ►►
Staatsoberhäupter  · Nekrolog   · Musikjahr
| Januar | Januar | Januar | Januar | Januar | Januar | Januar | Januar |
| Kw     | Mo     | Di     | Mi     | Do     | Fr     | Sa     | So     |
| ------ | ------ | ------ | ------ | ------ | ------ | ------ | ------ |
| 1      |        |        |        | 1      | 2      | 3      | 4      |
| 2      | 5      | 6      | 7      | 8      | 9      | 10     | 11     |
| 3      | 12     | 13     | 14     | 15     | 16     | 17     | 18     |
| 4      | 19     | 20     | 21     | 22     | 23     | 24     | 25     |
| 5      | 26     | 27     | 28     | 29     | 30     | 31     |        |

| Februar | Februar | Februar | Februar | Februar | Februar | Februar | Februar |
| Kw      | Mo      | Di      | Mi      | Do      | Fr      | Sa      | So      |
| ------- | ------- | ------- | ------- | ------- | ------- | ------- | ------- |
| 5       |         |         |         |         |         |         | 1       |
| 6       | 2       | 3       | 4       | 5       | 6       | 7       | 8       |
| 7       | 9       | 10      | 11      | 12      | 13      | 14      | 15      |
| 8       | 16      | 17      | 18      | 19      | 20      | 21      | 22      |
| 9       | 23      | 24      | 25      | 26      | 27      | 28      | 29      |

| März | März | März | März | März | März | März | März |
| Kw   | Mo   | Di   | Mi   | Do   | Fr   | Sa   | So   |
| ---- | ---- | ---- | ---- | ---- | ---- | ---- | ---- |
| 10   | 1    | 2    | 3    | 4    | 5    | 6    | 7    |
| 11   | 8    | 9    | 10   | 11   | 12   | 13   | 14   |
| 12   | 15   | 16   | 17   | 18   | 19   | 20   | 21   |
| 13   | 22   | 23   | 24   | 25   | 26   | 27   | 28   |
| 14   | 29   | 30   | 31   |      |      |      |      |

| April | April | April | April | April | April | April | April |
| Kw    | Mo    | Di    | Mi    | Do    | Fr    | Sa    | So    |
| ----- | ----- | ----- | ----- | ----- | ----- | ----- | ----- |
| 14    |       |       |       | 1     | 2     | 3     | 4     |
| 15    | 5     | 6     | 7     | 8     | 9     | 10    | 11    |
| 16    | 12    | 13    | 14    | 15    | 16    | 17    | 18    |
| 17    | 19    | 20    | 21    | 22    | 23    | 24    | 25    |
| 18    | 26    | 27    | 28    | 29    | 30    |       |       |

| Mai | Mai | Mai | Mai | Mai | Mai | Mai | Mai |
| Kw  | Mo  | Di  | Mi  | Do  | Fr  | Sa  | So  |
| --- | --- | --- | --- | --- | --- | --- | --- |
| 18  |     |     |     |     |     | 1   | 2   |
| 19  | 3   | 4   | 5   | 6   | 7   | 8   | 9   |
| 20  | 10  | 11  | 12  | 13  | 14  | 15  | 16  |
| 21  | 17  | 18  | 19  | 20  | 21  | 22  | 23  |
| 22  | 24  | 25  | 26  | 27  | 28  | 29  | 30  |
| 23  | 31  |     |     |     |     |     |     |

| Juni | Juni | Juni | Juni | Juni | Juni | Juni | Juni |
| Kw   | Mo   | Di   | Mi   | Do   | Fr   | Sa   | So   |
| ---- | ---- | ---- | ---- | ---- | ---- | ---- | ---- |
| 23   |      | 1    | 2    | 3    | 4    | 5    | 6    |
| 24   | 7    | 8    | 9    | 10   | 11   | 12   | 13   |
| 25   | 14   | 15   | 16   | 17   | 18   | 19   | 20   |
| 26   | 21   | 22   | 23   | 24   | 25   | 26   | 27   |
| 27   | 28   | 29   | 30   |      |      |      |      |

| Juli | Juli | Juli | Juli | Juli | Juli | Juli | Juli |
| Kw   | Mo   | Di   | Mi   | Do   | Fr   | Sa   | So   |
| ---- | ---- | ---- | ---- | ---- | ---- | ---- | ---- |
| 27   |      |      |      | 1    | 2    | 3    | 4    |
| 28   | 5    | 6    | 7    | 8    | 9    | 10   | 11   |
| 29   | 12   | 13   | 14   | 15   | 16   | 17   | 18   |
| 30   | 19   | 20   | 21   | 22   | 23   | 24   | 25   |
| 31   | 26   | 27   | 28   | 29   | 30   | 31   |      |

| August | August | August | August | August | August | August | August |
| Kw     | Mo     | Di     | Mi     | Do     | Fr     | Sa     | So     |
| ------ | ------ | ------ | ------ | ------ | ------ | ------ | ------ |
| 31     |        |        |        |        |        |        | 1      |
| 32     | 2      | 3      | 4      | 5      | 6      | 7      | 8      |
| 33     | 9      | 10     | 11     | 12     | 13     | 14     | 15     |
| 34     | 16     | 17     | 18     | 19     | 20     | 21     | 22     |
| 35     | 23     | 24     | 25     | 26     | 27     | 28     | 29     |
| 36     | 30     | 31     |        |        |        |        |        |

| September | September | September | September | September | September | September | September |
| Kw        | Mo        | Di        | Mi        | Do        | Fr        | Sa        | So        |
| --------- | --------- | --------- | --------- | --------- | --------- | --------- | --------- |
| 36        |           |           | 1         | 2         | 3         | 4         | 5         |
| 37        | 6         | 7         | 8         | 9         | 10        | 11        | 12        |
| 38        | 13        | 14        | 15        | 16        | 17        | 18        | 19        |
| 39        | 20        | 21        | 22        | 23        | 24        | 25        | 26        |
| 40        | 27        | 28        | 29        | 30        |           |           |           |

| Oktober | Oktober | Oktober | Oktober | Oktober | Oktober | Oktober | Oktober |
| Kw      | Mo      | Di      | Mi      | Do      | Fr      | Sa      | So      |
| ------- | ------- | ------- | ------- | ------- | ------- | ------- | ------- |
| 40      |         |         |         |         | 1       | 2       | 3       |
| 41      | 4       | 5       | 6       | 7       | 8       | 9       | 10      |
| 42      | 11      | 12      | 13      | 14      | 15      | 16      | 17      |
| 43      | 18      | 19      | 20      | 21      | 22      | 23      | 24      |
| 44      | 25      | 26      | 27      | 28      | 29      | 30      | 31      |

| November | November | November | November | November | November | November | November |
| Kw       | Mo       | Di       | Mi       | Do       | Fr       | Sa       | So       |
| -------- | -------- | -------- | -------- | -------- | -------- | -------- | -------- |
| 45       | 1        | 2        | 3        | 4        | 5        | 6        | 7        |
| 46       | 8        | 9        | 10       | 11       | 12       | 13       | 14       |
| 47       | 15       | 16       | 17       | 18       | 19       | 20       | 21       |
| 48       | 22       | 23       | 24       | 25       | 26       | 27       | 28       |
| 49       | 29       | 30       |          |          |          |          |          |

| Dezember | Dezember | Dezember | Dezember | Dezember | Dezember | Dezember | Dezember |
| Kw       | Mo       | Di       | Mi       | Do       | Fr       | Sa       | So       |
| -------- | -------- | -------- | -------- | -------- | -------- | -------- | -------- |
| 49       |          |          | 1        | 2        | 3        | 4        | 5        |
| 50       | 6        | 7        | 8        | 9        | 10       | 11       | 12       |
| 51       | 13       | 14       | 15       | 16       | 17       | 18       | 19       |
| 52       | 20       | 21       | 22       | 23       | 24       | 25       | 26       |
| 53       | 27       | 28       | 29       | 30       | 31       |          |          |

| Januar | Januar | Januar | Januar | Januar | Januar | Januar | Januar |
| Kw     | Mo     | Di     | Mi     | Do     | Fr     | Sa     | So     |
| ------ | ------ | ------ | ------ | ------ | ------ | ------ | ------ |
| 1      |        |        |        | 1      | 2      | 3      | 4      |
| 2      | 5      | 6      | 7      | 8      | 9      | 10     | 11     |
| 3      | 12     | 13     | 14     | 15     | 16     | 17     | 18     |
| 4      | 19     | 20     | 21     | 22     | 23     | 24     | 25     |
| 5      | 26     | 27     | 28     | 29     | 30     | 31     |        |

| Februar | Februar | Februar | Februar | Februar | Februar | Februar | Februar |
| Kw      | Mo      | Di      | Mi      | Do      | Fr      | Sa      | So      |
| ------- | ------- | ------- | ------- | ------- | ------- | ------- | ------- |
| 5       |         |         |         |         |         |         | 1       |
| 6       | 2       | 3       | 4       | 5       | 6       | 7       | 8       |
| 7       | 9       | 10      | 11      | 12      | 13      | 14      | 15      |
| 8       | 16      | 17      | 18      | 19      | 20      | 21      | 22      |
| 9       | 23      | 24      | 25      | 26      | 27      | 28      | 29      |

| März | März | März | März | März | März | März | März |
| Kw   | Mo   | Di   | Mi   | Do   | Fr   | Sa   | So   |
| ---- | ---- | ---- | ---- | ---- | ---- | ---- | ---- |
| 10   | 1    | 2    | 3    | 4    | 5    | 6    | 7    |
| 11   | 8    | 9    | 10   | 11   | 12   | 13   | 14   |
| 12   | 15   | 16   | 17   | 18   | 19   | 20   | 21   |
| 13   | 22   | 23   | 24   | 25   | 26   | 27   | 28   |
| 14   | 29   | 30   | 31   |      |      |      |      |

| April | April | April | April | April | April | April | April |
| Kw    | Mo    | Di    | Mi    | Do    | Fr    | Sa    | So    |
| ----- | ----- | ----- | ----- | ----- | ----- | ----- | ----- |
| 14    |       |       |       | 1     | 2     | 3     | 4     |
| 15    | 5     | 6     | 7     | 8     | 9     | 10    | 11    |
| 16    | 12    | 13    | 14    | 15    | 16    | 17    | 18    |
| 17    | 19    | 20    | 21    | 22    | 23    | 24    | 25    |
| 18    | 26    | 27    | 28    | 29    | 30    |       |       |

| Mai | Mai | Mai | Mai | Mai | Mai | Mai | Mai |
| Kw  | Mo  | Di  | Mi  | Do  | Fr  | Sa  | So  |
| --- | --- | --- | --- | --- | --- | --- | --- |
| 18  |     |     |     |     |     | 1   | 2   |
| 19  | 3   | 4   | 5   | 6   | 7   | 8   | 9   |
| 20  | 10  | 11  | 12  | 13  | 14  | 15  | 16  |
| 21  | 17  | 18  | 19  | 20  | 21  | 22  | 23  |
| 22  | 24  | 25  | 26  | 27  | 28  | 29  | 30  |
| 23  | 31  |     |     |     |     |     |     |

| Juni | Juni | Juni | Juni | Juni | Juni | Juni | Juni |
| Kw   | Mo   | Di   | Mi   | Do   | Fr   | Sa   | So   |
| ---- | ---- | ---- | ---- | ---- | ---- | ---- | ---- |
| 23   |      | 1    | 2    | 3    | 4    | 5    | 6    |
| 24   | 7    | 8    | 9    | 10   | 11   | 12   | 13   |
| 25   | 14   | 15   | 16   | 17   | 18   | 19   | 20   |
| 26   | 21   | 22   | 23   | 24   | 25   | 26   | 27   |
| 27   | 28   | 29   | 30   |      |      |      |      |

| Juli | Juli | Juli | Juli | Juli | Juli | Juli | Juli |
| Kw   | Mo   | Di   | Mi   | Do   | Fr   | Sa   | So   |
| ---- | ---- | ---- | ---- | ---- | ---- | ---- | ---- |
| 27   |      |      |      | 1    | 2    | 3    | 4    |
| 28   | 5    | 6    | 7    | 8    | 9    | 10   | 11   |
| 29   | 12   | 13   | 14   | 15   | 16   | 17   | 18   |
| 30   | 19   | 20   | 21   | 22   | 23   | 24   | 25   |
| 31   | 26   | 27   | 28   | 29   | 30   | 31   |      |

| August | August | August | August | August | August | August | August |
| Kw     | Mo     | Di     | Mi     | Do     | Fr     | Sa     | So     |
| ------ | ------ | ------ | ------ | ------ | ------ | ------ | ------ |
| 31     |        |        |        |        |        |        | 1      |
| 32     | 2      | 3      | 4      | 5      | 6      | 7      | 8      |
| 33     | 9      | 10     | 11     | 12     | 13     | 14     | 15     |
| 34     | 16     | 17     | 18     | 19     | 20     | 21     | 22     |
| 35     | 23     | 24     | 25     | 26     | 27     | 28     | 29     |
| 36     | 30     | 31     |        |        |        |        |        |

| September | September | September | September | September | September | September | September |
| Kw        | Mo        | Di        | Mi        | Do        | Fr        | Sa        | So        |
| --------- | --------- | --------- | --------- | --------- | --------- | --------- | --------- |
| 36        |           |           | 1         | 2         | 3         | 4         | 5         |
| 37        | 6         | 7         | 8         | 9         | 10        | 11        | 12        |
| 38        | 13        | 14        | 15        | 16        | 17        | 18        | 19        |
| 39        | 20        | 21        | 22        | 23        | 24        | 25        | 26        |
| 40        | 27        | 28        | 29        | 30        |           |           |           |

| Oktober | Oktober | Oktober | Oktober | Oktober | Oktober | Oktober | Oktober |
| Kw      | Mo      | Di      | Mi      | Do      | Fr      | Sa      | So      |
| ------- | ------- | ------- | ------- | ------- | ------- | ------- | ------- |
| 40      |         |         |         |         | 1       | 2       | 3       |
| 41      | 4       | 5       | 6       | 7       | 8       | 9       | 10      |
| 42      | 11      | 12      | 13      | 14      | 15      | 16      | 17      |
| 43      | 18      | 19      | 20      | 21      | 22      | 23      | 24      |
| 44      | 25      | 26      | 27      | 28      | 29      | 30      | 31      |

| November | November | November | November | November | November | November | November |
| Kw       | Mo       | Di       | Mi       | Do       | Fr       | Sa       | So       |
| -------- | -------- | -------- | -------- | -------- | -------- | -------- | -------- |
| 45       | 1        | 2        | 3        | 4        | 5        | 6        | 7        |
| 46       | 8        | 9        | 10       | 11       | 12       | 13       | 14       |
| 47       | 15       | 16       | 17       | 18       | 19       | 20       | 21       |
| 48       | 22       | 23       | 24       | 25       | 26       | 27       | 28       |
| 49       | 29       | 30       |          |          |          |          |          |

| Dezember | Dezember | Dezember | Dezember | Dezember | Dezember | Dezember | Dezember |
| Kw       | Mo       | Di       | Mi       | Do       | Fr       | Sa       | So       |
| -------- | -------- | -------- | -------- | -------- | -------- | -------- | -------- |
| 49       |          |          | 1        | 2        | 3        | 4        | 5        |
| 50       | 6        | 7        | 8        | 9        | 10       | 11       | 12       |
| 51       | 13       | 14       | 15       | 16       | 17       | 18       | 19       |
| 52       | 20       | 21       | 22       | 23       | 24       | 25       | 26       |
| 53       | 27       | 28       | 29       | 30       | 31       |          |          |

## Ereignisse

### Politik und Weltgeschehen

#### Achtzigjähriger Krieg
- 17. August: Moritz von Oranien nimmt die Stadt Sluis ein, die die Spanier im Jahr 1587 erobert haben.
- 19. August: Mit dem Vertrag von London endet der seit 1585 andauernde Englisch-Spanische Krieg. England beendet seine Unterstützung der Niederlande.
- 20. September: Nach einer über drei Jahre langen Belagerung gewähren die spanischen Truppen der niederländischen Garnison freien Abzug aus Ostende. Die Belagerung von Ostende hat mehrere Zehntausend Menschenleben gefordert.

#### Weitere Ereignisse in Europa
- 17. Februar: Johann Schweikhard von Cronberg wird als Nachfolger des am 11. Januar verstorbenen Erzkanzlers Johann Adam von Bicken neuer Erzbischof und Kurfürst von Mainz.

- 11. Juni: Bei Colico wird die Festung Fuentes fertiggestellt, deren Bau am 25. Oktober des Vorjahres begonnen hat.
- 21. November: Hercule, Herr von Monaco, wird vermutlich von einem eifersüchtigen Ehemann ermordet. Nachfolger wird sein erst siebenjähriger Sohn Honoré II. unter der Vormundschaft seines Onkels Frederico Landi, Prinz von Valdetare.
- 13. Dezember: In Brandenburg erfolgt die Bildung des Geheimen Ratskollegiums. Es löst die bis dahin regierende Kammerregierung ab.
- Mit dem Siegburger Vergleich endet ein über Jahrhunderte schwelender Streit um die Landeshoheit in der Reichsherrschaft Homburg.
- In Zug wird der Libellvertrag geschlossen, der das Verhältnis zwischen Stadt und Land schriftlich regelt.

#### Amerikanische Kolonien
- Die Franzosen besiedeln Französisch-Guayana.

### Wirtschaft
- 12. Dezember: In Frankreich wird die Paulette eingeführt, eine Steuer, die den Beamten die Erblichkeit ihrer Stellen sichert.

### Wissenschaft und Technik
- 9. Oktober: Die Supernova 1604 wird von Ilario Altobelli in Verona und von Raffaello Gualterotti in Florenz entdeckt. Am nächsten Tag beobachten auch chinesische Astronomen die Supernova.
- Der deutsche Mediziner und Mathematiker Magnus Pegel gibt in Rostock sein Buch Thesaurus rerum selectarum magnarum, dignarum, utilium, marinus, pro genere humane heraus. In diesem äußert er sich über diverse Projekte und beschreibt die theoretischen Voraussetzungen bei der Konstruktion von Luftschiffen, Unterseebooten, Schiffsbrücken, automatischen Schusswaffen, Wasserkünsten und Badeöfen sowie eine Gedächtniskunst.
- Die Biblioteca Angelica in Rom wird gegründet. Sie trägt den Namen ihres Gründers Angelo Rocca, unter Papst Sixtus V. Leiter der Vatikanischen Druckerei und Titularbischof von Tagaste in Numidien, der seine private Büchersammlung von 20.000 Bänden zur Verfügung stellt. Sie ist eine öffentlich zugängliche Forschungsbibliothek mit den Sammlungsschwerpunkten bei Schöner Literatur und Literaturgeschichte und Kirchengeschichte.
- Die Universitätsbibliothek Greifswald wird gegründet.
- Graf Ludwig II. von Nassau gründet das Ludwigsgymnasium in Saarbrücken.

### Kultur
- 1. November: Im Palace of Whitehall in London wird erstmals William Shakespeares Tragödie Othello aufgeführt.

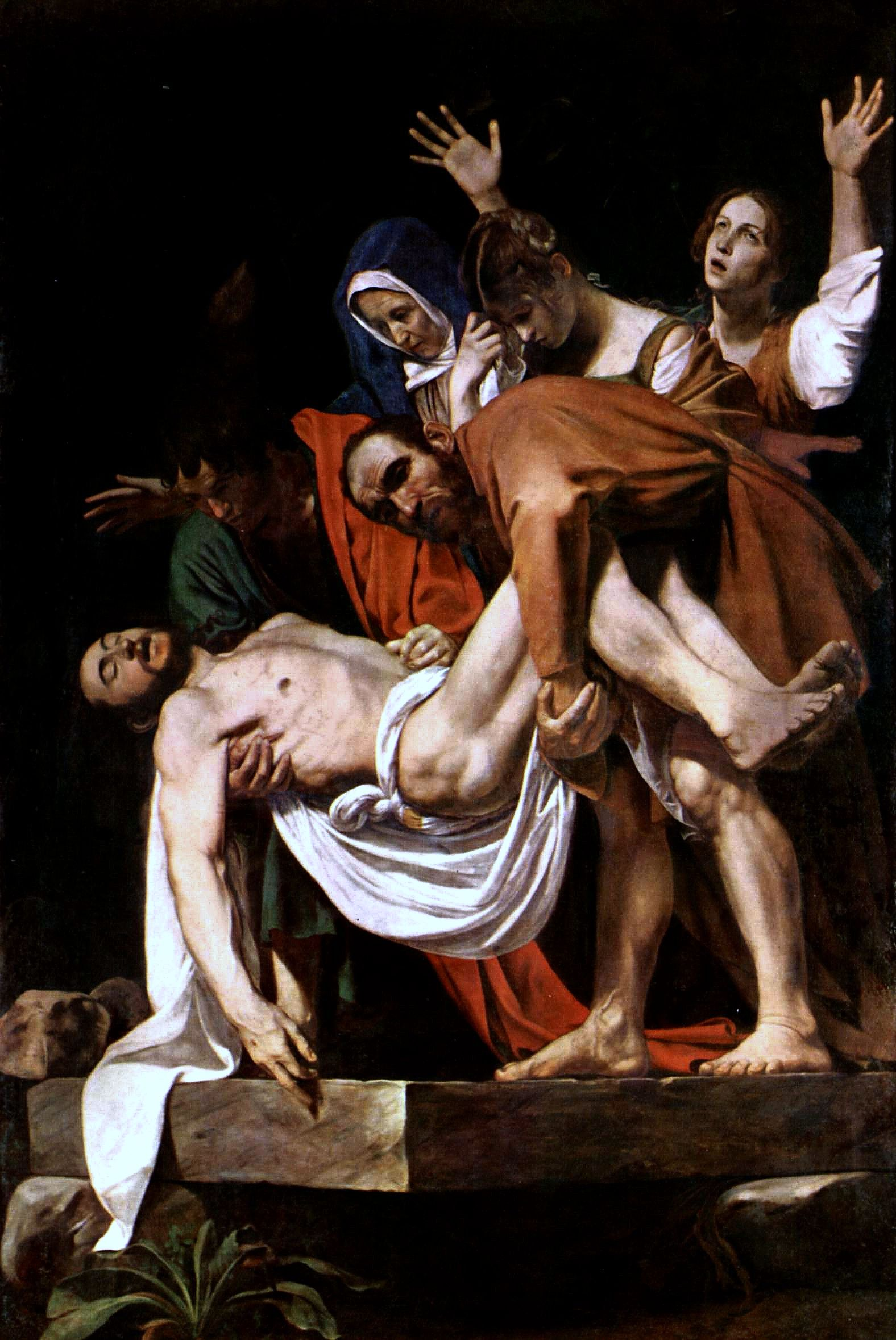
Die Grablegung Christi

- Der italienische Barockmaler Michelangelo Merisi da Caravaggio vollendet sein Werk Die Grablegung Christi. Sein Werk in Öl auf Leinwand ist für die Kirche Santa Maria in Vallicella in Rom gemalt, wo es als Altarbild dient.
- William Shakespeare verfasst die Komödie Measure for Measure (Maß für Maß).

### Gesellschaft
- 30. November: Die Andreasmesse in Detmold wird erstmals abgehalten. Der Name der Kirmes geht auf den Apostel Andreas zurück.
- Der Magdeburger Domvikar und Theologe Georgius Koppehele gründet die George Koppehele’sche Familienstiftung.
- In seinem Werk Naometria macht der Humanist Simon Studion Prophezeiungen über den weiteren Lauf der Weltgeschichte.

### Religion

#### Buddhismus
- Das Gelugpa-Kloster Gönlung Champa Ling in Tibet wird gegründet.

#### Christentum
- März: Richard Bancroft wird Erzbischof von Canterbury. Der bisherige Bischof von London folgt dem am 29. Februar gestorbenen John Whitgift nach.

## Geboren

### Januar bis Mai
- 01. Januar: Gottfried Olearius, deutscher evangelischer Theologe († 1685)
- 03. Januar: Jakob Balde, deutscher Jesuit und Dichter († 1668)
- 20. Februar: Arthur Capell, 1. Baron Capell of Hadham, englischer Adeliger, Politiker und Militär († 1649)
- 24. Februar: Arcangela Tarabotti, venezianische Nonne und Schriftstellerin
- 10. März: Johann Rudolph Glauber, deutscher Apotheker und Chemiker († 1670)
- 18. März: Johann IV., König von Portugal, der erste Monarch aus dem Hause Braganza († 1656)
- 03. April: Bodo von Hodenberg, deutscher Verwaltungsbeamter und Dichter († 1650)
- 05. April: Karl IV., Herzog von Lothringen († 1675)
- 17. April: Frans Luycx, flämischer Porträtmaler († 1668)
- 28. April: Wolfgang Conrad von Thumbshirn, deutscher Politiker, Mitunterzeichner des Westfälischen Friedens († 1667)
- 08. Mai (getauft): Andrea Vaccaro, neapolitanischer Maler († 1670)
- 11. Mai: Louis de Bourbon, Graf von Soissons und Pair von Frankreich († 1641)
- 000Mai: Abdurrahman Hibri, osmanischer Dichter und Historiograph († 1658 oder 1659)

### Juni bis Dezember
- 04. Juni: Claudia de’ Medici, Erzherzogin von Österreich und Landesfürstin von Tirol († 1648)
- 07. Juni: Hans Emmenegger, Generaloberst der Bauern in der Region Sumiswald und Huttwill († 1653)
- 17. Juni: Moritz von Nassau, niederländischer Feldmarschall und Gouverneur von Holländisch-Brasilien († 1679)
- 28. Juni: Heinrich Albert, deutscher Liederdichter und Komponist († 1651)
- 30. Juni: Margarete Elisabeth von Leiningen-Westerburg, Gräfin von Leiningen und Regentin von Hessen-Homburg († 1667)
- 25. Juli: Dorothea Diana von Salm, Gräfin von Hanau-Lichtenberg († 1672)
- 04. August: François Hédelin, französischer Schriftsteller und Theoretiker des Theaters († 1676)
- 12. August: Tokugawa Iemitsu, dritter Shogun der japanischen Tokugawa-Dynastie († 1651)
- 16. August: Bernhard von Sachsen-Weimar, Feldherr im Dreißigjährigen Krieg († 1639)
- 03. November: Osman II., Sultan des Osmanischen Reiches († 1622)
- 07. November: Christoph Tinctorius, deutscher Mediziner († 1662)
- 26. November: Johann Bach, ältester Sohn von Hans Bach, Bruder von Christoph und von Heinrich Bach († 1673)
- 06. Dezember: Philipp von Hessen-Kassel, Obrist der Hessen-Kasseler Reiterei († 1626)

### Genaues Geburtsdatum unbekannt
- George Abbot, englischer Schriftsteller († 1649)
- Charles Beaubrun, französischer Maler († 1694)
- Ulick Burke, 1. Marquess of Clanricarde, englischer Adeliger und Feldherr († 1658)
- John Eliot, englischer Puritaner, Missionar und Bibelübersetzer in Neuengland († 1690)
- Francesco Foggia, italienischer Komponist des Barock († 1688)
- Johan van Galen, niederländischer Geschwaderkommandeur († 1653)

## Gestorben

### Erstes Halbjahr
- 04. Januar: Ferenc Nadasdy, ungarischer Adliger, „der schwarze Ritter“, Gatte von Elisabeth Báthory (* 1555)

- 11. Januar: Johann Adam von Bicken, Erzbischof und Kurfürst von Mainz (* 1564)
- 18. Januar: Dorothea Katharina von Brandenburg-Ansbach, durch Heirat Burggräfin von Meißen (* 1538)
- 23. Januar: Melchior Junius, deutscher Rhetoriker und Humanist (* 1545)
- 01. Februar: Johannes Zuidlareus, niederländischer Theologe und Prediger der Reformationszeit (* 1545)
- 23. Januar: Joachim Ulrich von Neuhaus, Burggraf von Karlstein (* 1579)
- 10. Februar: Cyriacus Spangenberg, deutscher evangelischer Theologe, Kirchenlieddichter und Historiker (* 1528)
- 13. Februar: Catherine de Bourbon, Regentin von Navarra (* 1559)
- 20. Februar: Mateu Fletxa el Jove, katalanischer Komponist (* 1530)

John Whitgift

- 29. Februar: John Whitgift, Erzbischof von Canterbury (* zwischen 1530 und 1533)
- 01. März: Leonhard Baumhauer, deutscher Bildhauer (* um 1535)
- 03. März: Fausto Sozzini, italienischer Jurist und Theologe (* 1539)
- 21. März: Philipp von Rodenstein, Bischof von Worms (* 1564)
- 03. April: Jacob Kleinhempel, erzgebirgischer Hammerherr (* 1532)
- 14. April: Ernst Friedrich, Markgraf von Baden-Durlach (* 1560)
- 20. April: Georg Besserer, deutscher evangelischer Theologe (* 1544)
- 05. Mai: Claudio Merulo, italienischer Komponist und Organist (* 1533)
- 13. Mai: Christine von Hessen, Herzogin von Schleswig-Holstein-Gottorf (* 1543)
- 25. Mai: Peter Ernst Mansfeld, Statthalter in den Niederlanden und von Brüssel (* 1517)
- 28. Mai: Johann von Wattenwyl, Schultheiss von Bern (* 1541)
- 05. Juni: Thomas Muffet, englischer Arzt und Naturforscher (* 1553)
- 11. Juni: Valentin Schindler, deutscher Philologe und Orientalist (* 1543)
- 18. Juni: Johann Conrad Meyer, Schweizer Politiker und Bürgermeister in Schaffhausen (* 1544)
- 24. Juni: Edward de Vere, 17. Earl of Oxford, englischer Adeliger, Lord Great Chamberlain am Hofe Elisabeths I., möglicher Urheber von Shakespeares Werken (* 1550)

### Zweites Halbjahr
- 12. August: Johann I., Pfalzgraf und Herzog von Pfalz-Zweibrücken (* 1550)
- 29. August: Otto Heinrich, Pfalzgraf und Herzog von Pfalz-Sulzbach (* 1556)
- 17. September: Henning Brabandt, deutscher Jurist, Bürgerhauptmann und herzoglicher Hofprokurator (* um 1550)
- 17. September: Lucas Osiander der Ältere, deutscher Pfarrer der Evangelischen Landeskirche in  Württemberg (* 1534)
- 22. September: Dorothy Stafford, englische Adelige (* 1526)
- 09. Oktober: Ludwig IV., Landgraf von Hessen-Marburg (* 1537)
- 18. Oktober: Igram van Achelen, friesischer Politiker (* um 1528)
- 24. Oktober: Za Dengel, Kaiser von Äthiopien
- 25. Oktober: Claude de La Trémoille, Herzog von Thouars (* 1566)
- 21. November: Hercule, Herr von Monaco (* 1562)
- 28. November: Margaretha Elisabeth von Manderscheid-Blankenheim-Gerolstein, Fürstäbtissin des Stifts Essen und Äbtissin im Stift Freckenhorst (* 1575)
- 16. Dezember: Georgius Koppehele, deutscher Theologe und Gründer der George Koppehele’schen Familienstiftung (* 1538)